# Hilde Fenne
Hilde Fenne (* 12. Mai 1993 in Voss) ist eine ehemalige norwegische Biathletin. Bei den Weltmeisterschaften 2013 gewann sie mit der Damenstaffel die Goldmedaille.

## Sportliche Laufbahn
Hilde Fenne gab ihr internationales Debüt im Rahmen der Biathlon-Juniorenweltmeisterschaften 2010 in Torsby, wo sie 17. des Einzels, 20. des Sprints und 15. der Verfolgung wurde. Bei den Norwegischen Meisterschaften 2011 in Bardufoss gewann sie für die Region Hordaland startend mit Birgitte Røksund und Jori Mørkve den Titel im Staffelrennen und wurde in Målselv hinter Tora Berger Zweite im Verfolgungsrennen. Ihre bislang größten Erfolge feierte sie bei den Juniorenweltmeisterschaften 2012 in Kontiolahti, wo sie zu zwei Goldmedaillen lief. Zum Auftakt des Weltcups 2012/2013 in Östersund startete Hilde Fenne erstmals im Weltcup. Gleich bei ihrem ersten Start konnte sie im Sprint Platz 30 belegen und ihre ersten Weltcup-Punkte gewinnen. Im Verfolgungsrennen verbesserte sie sich bis auf Rang 28. An der Seite von Fanny Horn, Synnøve Solemdal und Tora Berger gewann sie eine Woche später in Hochfilzen mit der Staffel ihr erstes Weltcuprennen. In Ruhpolding belegte sie mit der Staffel erneut den ersten Platz. Nachdem sie im Einzelrennen bei den Weltmeisterschaften in Nové Město na Moravě mit acht Schießfehlern nur den 77. Rang belegte, wurde sie vom norwegischen Team erneut für die Staffel nominiert und gewann gemeinsam mit Ann Kristin Flatland, Synnøve Solemdal und Tora Berger ihre erste Goldmedaille bei einer Weltmeisterschaft.

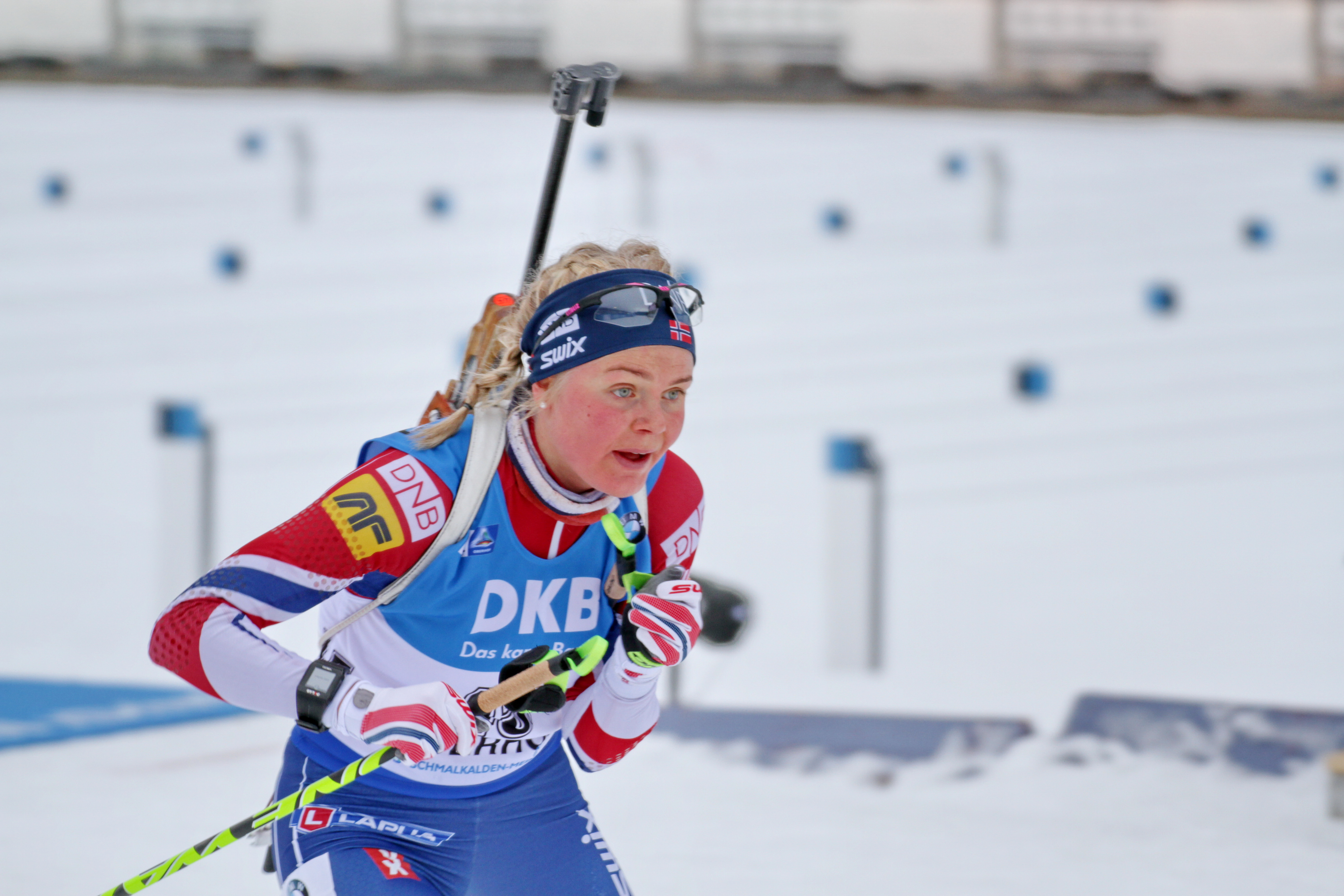
Fenne in Oberhof im Januar 2018

 Zum Ende der Saison 2017/18 verkündete Fenne ihr Karriereende als aktive Biathletin. Ende März 2019 gewann sie bei den Norwegischen Meisterschaften überraschend die Goldmedaillen im Einzelrennen über 15 km. Bei wechselnden Windbedingungen mit starken Böen konnte Fenne das Rennen trotz sechs Fehlschüssen für sich entscheiden. Im Winter 2019/20 kehrte sie als aktive Biathletin in den IBU-Cup zurück und setzte im dritten Rennen des Winters, dem Verfolgungsrennen in Sjusjøen, die Laufbestzeit. Insgesamt bestritt sie in diesem Winter nur vier Rennen, zwei in Sjusjøen sowie zwei weitere in Ridnaun. Ihre letzten internationalen Rennen bestritt Hilde Fenne im Rahmen des IBU-Cups 2021/22, im schwedischen Idre nahm sie an zwei Sprint- und einem Verfolgungsrennen teil.

## Persönliches
Fenne lebt in Vossavangen. Ihre Eltern sind die früheren norwegischen Biathleten Helga Øvsthus und Gisle Fenne, auch ihr Bruder Thomas war erfolgreicher Junioren-Biathlet. Nach dem Ende ihrer aktiven Sportlerlaufbahn absolvierte sie eine Ausbildung zur Physiotherapeutin.

## Statistiken

### Biathlon-Weltmeisterschaften
Ergebnisse bei den Weltmeisterschaften:
| Weltmeisterschaften | Weltmeisterschaften | Einzelwettbewerbe | Einzelwettbewerbe | Einzelwettbewerbe | Einzelwettbewerbe | Staffelwettbewerbe | Staffelwettbewerbe | Staffelwettbewerbe  |
| Jahr                | Ort                 | Einzel            | Sprint            | Verfolgung        | Massenstart       | Damenstaffel       | Mixedstaffel       | Single-Mixedstaffel |
| ------------------- | ------------------- | ----------------- | ----------------- | ----------------- | ----------------- | ------------------ | ------------------ | ------------------- |
| 2013                | Nové Město          | 77.               | –                 | –                 | –                 | 1.                 | –                  | –                   |
| 2017                | Hochfilzen          | –                 | 58.               | 55.               | –                 | 11.                | –                  | –                   |

### Juniorenweltmeisterschaften
Ergebnisse bei den Juniorenweltmeisterschaften:
| Weltmeisterschaften | Weltmeisterschaften | Einzel | Sprint | Verfolgung | Staffel |
| Jahr                | Ort                 | Einzel | Sprint | Verfolgung | Staffel |
| ------------------- | ------------------- | ------ | ------ | ---------- | ------- |
| 2011                | Kontiolahti         | 3.     | 1.     | 5.         | 1.      |
| 2012                | Obertilliach        | 8.     | 13.    | 14.        | 4.      |

### Weltcupplatzierungen
Die Tabelle zeigt alle Platzierungen (je nach Austragungsjahr einschließlich Olympische Spiele und Weltmeisterschaften).
- 1.–3. Platz: Anzahl der Podiumsplatzierungen
- Top 10: Anzahl der Platzierungen unter den ersten zehn (einschließlich Podium)
- Punkteränge: Anzahl der Platzierungen innerhalb der Punkteränge (einschließlich Podium und Top 10)
- Starts: Anzahl gelaufener Rennen in der jeweiligen Disziplin
- Staffel: inklusive Mixed- und Single-Mixed-Staffeln

| Platzierung         | Einzel | Sprint | Verfolgung | Massenstart | Staffel | Gesamt |
| ------------------- | ------ | ------ | ---------- | ----------- | ------- | ------ |
| 1. Platz            |        |        |            |             | 3       | 3      |
| 2. Platz            |        |        |            |             | 1       | 1      |
| 3. Platz            |        |        |            |             | 3       | 3      |
| Top 10              |        |        | 1          |             | 11      | 12     |
| Punkteränge         | 2      | 5      | 9          | 1           | 13      | 30     |
| Starts              | 5      | 26     | 13         | 1           | 13      | 58     |
| Stand: Karriereende |        |        |            |             |         |        |